# 마차 바퀴 현상
마차 바퀴 현상(Wagon-wheel effect) 또는 역마차 바퀴 현상(stagecoach-wheel effect)은 바큇살이 달린 바퀴가 실제 회전과 다르게 도는 것처럼 보이는 착시현상이다. 이때, 바퀴는 실제 회전보다 더 느리게 회전하는 것처럼 보일 수도 있고, 반대 방향으로 회전하는 것처럼 보일 수도 있다. 후자의 현상은 역회전 현상(reverse rotation effect)이라고 불리며 스트로보 효과(stroboscopic effect)의 일종이다.
마차 바퀴 현상은 헬리콥터 회전자나 항공기 프로펠러 같은 것의 영상에서도 보이지만, 영화나 텔레비전 속 서부극의 마차나 역마차에 대한 묘사에서 가장 많이 보인다. 이런 매체에서, 마차 바퀴 현상은 일시적 에일리어싱의 결과물이다. 또한, 이는 회전하는 바퀴가 깜빡이는 빛에 의해 조명될 때도 보인다. 효과의 이런 형태는 스트로보 효과로 알려져 있다. (스트로보 효과란, 원래의 부드러운 회전은 일정한 시간 간격을 두고 보이게 된다는 것) 또한, 마차 바퀴 현상의 한 형태는 깜빡이는 조명 아래에서 볼 수 있다.

## 스트로보 조건 아래에서

이 GIF 애니메이션은 마차 바퀴 현상을 보여준다. 오른쪽으로 이동하는 카메라의 속도는 그림이 왼쪽으로 움직이는 속도와 같은 속도로 계속 증가한다. 24초쯤 영상 중간에 그림은 갑자기 멈추는 것처럼 보이고, 뒤로 가는 것처럼 보이기 시작한다.

스트로보 조건은 회전하는 바퀴의 가시성이 일련의 짧은 사건으로 나누어지게 한다. 짧은 사건에서 바퀴의 움직임은 눈에 보이지 않는 더 긴 사건에 의해 방해받기에, 움직임이 없어지거나(영화 카메라의 경우) 최소(스트로보스코프의 경우)이다. 짧은 사건은 통상적으로 프레임이라고 불린다. 영화 카메라는 일반적으로 초당 24프레임(유럽 기준은 25프레임, 북미 기준은 29.97프레임)을 촬영한다. 표준 텔레비전은 초당 59.94개 또는 50개의 이미지(비디오 프레임은 엇갈리게 짜여 있는 것처럼 보이는 두 개의 독립적 이미지이다.)를 출력한다. 스트로보스코프는 일반적으로 자신의 주파수를 어떤 값에도 맞출 수 있다. 기체방전등(네온, 수은, 나트륨, 형광등 등) 같은 교류전류를 이용해 일시적으로 조절된 인공조명은 전력선의 주파수의 2배(예를 들면, 주파수가 50인 선에서는 초당 100회)로 깜빡인다. 전류가 순환할 때마다, 전기는 2번씩 정점(한 번은 양의 전압, 한 번은 음의 전압)에 달하고, 2번씩 0에 달한다. 그에 따라 빛의 출력이 달라지게 되고 이 모든 상황에서 사람은 스트로보 조건 아래에서 회전하는 바퀴를 보게 된다.
4개의 살이 달린 바퀴가 시계방향으로 회전한다고 상상해보자. 처음 바퀴가 보이는 순간은 하나의 살이 12시 방향에 있을 때일 것이다. 만약 두 번째로 보이는 순간에 9시에 있던 살이 12시 방향으로 이동한다면, 관찰자는 바퀴가 움직이지 않았다고 인식할 것이다. 만약 두 번째 순간에 다음 살이 11:30의 위치로 이동한다면, 관찰자는 바퀴가 거꾸로 회전한다고 인식할 것이다. 만약 두 번째 순간에 다음 살이 12:30의 위치로 이동한다면, 관찰자는 바퀴가 실제 방향으로, 하지만 실제보다 느린 속도로 회전한다고 인식할 것이다. 현상은 beta movement라고 불리는 운동 인지특성에 의존한다. 만약 물체들이 비슷하다면(각각의 살들은 서로 근본적으로 같으므로, 살이 달린 바퀴에서는 적용된다) 그리고 만약 물체들이 가깝다면(두 번째 순간에 원래 12시 위치에 있던 살보다 12시 위치에 가깝기에 원래 9시 위치에 있던 살에서는 적용된다) 다른 시각에 시야의 다른 위치에 있는 두 물체 사이에서 움직임이 보인다.
마차 바퀴 현상은 엔진의 시간 조절과 같은 몇몇 공학적 작업에서 이용된다. 이와 같은 현상은 선반같이 돌아가는 기계를 인공조명 아래에서 조작하기 위험하게 만든다. 특정 속도에서 그 기계들은 실제와 달리 멈춰 있거나 천천히 움직이는 것처럼 보이기 때문이다.
Finlat, Dodwell, Caelli와 Finlay, Dodwell은 스트로보 조명 아래에서 각 프레임의 지속기간이 관찰자가 실제 회전을 볼 만큼 길 때 회전하는 바퀴의 인식을 연구했다. 이때에도, 회전 방향은 마차 바퀴 현상의 영향을 받았다. Finlay, Dodwell은 마차 바퀴 현상과 beta movement 사이에 몇몇 결정적인 차이가 있다고 주장했지만, 그들의 주장은 둘을 동일시하는 데에 문제를 일으키지 못했다.

## 계속조명 아래에서

### 눈을 진동시켜 만들어지는 실질적인 스트로보 조건
Rushton은 깜빡이는 조명 아래에서 마차 바퀴 현상을 관찰했다. 콧노래는 그들의 눈을 진동시켰고, 그것이 사실상 눈 내부에 스트로보 조건을 만들었다. 다양한 회전 빈도의 진동수에 맞추어 콧노래를 부름으로써 그는 회전을 멈출 수 있었다. 약간 높거나 낮은 진동수로 콧노래를 부름으로써 그는 회전을 거꾸로 느리게도, 원래의 방향으로 느리게도 만들 수 있었다. 이제 비슷한 스트로보효과는 TV를 보며 당근 같은 아삭아삭한 먹거리를 먹는 사람들에게서 흔히 관찰된다. (이미지가 일렁이듯 보이는 것) 오도독 씹는 것은 TV의 다양한 프레임률로 눈을 진동시킨다. 효과는 눈의 진동뿐만 아니라, 진동하는 거울을 통해 바퀴를 관찰함으로써 생성될 수 있다. 진동하는 차의 백미러는 효과를 만들 수 있는 것이다.

### 진정한 계속조명
진정한 계속조명(태양에서 오는 빛 등) 아래에서 마차 바퀴 현상을 처음으로 목격한 사람은 Schouten이다. 그는 alpha, beta, gamma라고 부르며 개인의 스트로보스코피를 세 가지 형태로 구분했다. Alpha 스트로보스코피는 초당 8-12의 사이클에서 일어난다. 비록 “몇몇 요소[살]들이 정지된 것들을 넘는 장애물 경주를 하듯이 보인다.”고 하더라도, 바퀴는 정적으로 보인다. Beta 스트로보스코피는 초당 30-35의 사이클에서 일어난다. "패턴의 뚜렷함은 거의 사라졌다. 때로는 명확한 역회전이 희끄무레한 줄무늬 패턴으로 보인다". Gamma 스트로보스코피는 초당 40-100의 사이클에서 일어난다. "모든 요소 진동수에서 지속적인 희끄무레한 패턴이 일종의 떨리는 정지 속에 있는 것처럼 보인다는 것을 제외하면 디스크는 거의 균일해 보인다". Schouten은 역회전인 beta 스트로보스코피를 인간의 움직임을 해석하는 시각기관의 Reichardt 탐지기와 일치한다고 설명했다. 그가 사용한 살이 달린 바퀴의 패턴(방사형 격자)은 규칙적이기 때문에, 실제 회전을 위한 탐지기를 강하게 자극할 수 있을 뿐 아니라, 역회전을 위한 탐지기를 약하게 자극할 수 있다.
진정한 계속조명 아래에서의 마차 바퀴 현상을 위한 두 개의 개괄적인 이론이 있다. 첫 번째는 사람의 시각적 인식은 일련의 시각적 장면의 정적인 프레임을 받아들이고, 그 움직임은 영화처럼 인식된다는 것이다. 두 번째는 움직이는 이미지들은 실제 움직임에 민감한 시각 탐지기에 의해 처리되고, 일시적 에일리어싱에 의한 반대의 움직임에 민감한 탐지기에 의해 처리된다는 Schouten의 이론이다. 두 이론 모두 증거가 있지만, 후자에 더 무게가 실린다.

### 불연속 프레임 이론
Purves, Paydarfar, and Andrews는 불연속 프레임 이론을 제안했다. 이 이론의 증거 중 하나는 Dubois and VanRullen으로부터 왔다. 그들은 종종 약물의 영향 아래에서 움직이는 물체가 일련의 정적인 이미지들이 뒤의 있는 것을 뒤쫓는 것처럼 보인다고 하는 LSD 사용자들의 경험을 이용했다. 약물의 영향 아래 있지 않을 때, 그들은 사용자들에게 약물 경험과 뒤쫓는 이미지들처럼 보이게 만들어진 영화를 연결하도록 했다. 그들은 사용자들이 15-20Hz의 영화를 가장 많이 선택한다는 것을 알게 되었다. 이것은 Schouten의 alpha와 beta 프레임률 사이다.

### 일시적 에일리어싱 이론
Kline, Holcombe, and Eagleman은 회전하는 통 위의 일정하게 간격을 둔 점들로 역회전의 관찰을 확인했다. 이것은 반전 착시를 보여주는 '역회전 착시 운동'(reverse rotation effect)이라고 불린다. 그들은 회전하는 화면을 오랜 시간 본 후에야(사람에 따라 약 30초에서 10분까지) 이런 것들이 발생한다는 것을 보여주었다. 그들은 또한 역회전의 발생은 시야의 다른 부분과 독립적이라는 것을 보여주었다. 이것은 전체적인 시각적 장면을 다루는 불연속 프레임 이론과 모순된다. Kline, Holcombe, and Eagleman은 또한 시야의 한 부분에서 방사형 격자의 역회전은 시야의 같은 부분에서의 포개진 직교운동과는 관계없다는 것을 보여주었다. 직교 운동은 방사형격자와 같은 일시적 진동수를 가지기 위해 수축성이 있는 원형의 격자를 가진다. 이것은 시각적 장면의 일부분을 다루는 불연속 프레임과 모순된다. Kline et al은 경쟁의 형태에서 뒤바뀐 회전의 방향이 실제 회전의 인식에 영향을 미치기에 충분히 활동적이라는 Reichardt의 탐지기와 모순이 없다고 결론지었다. 역회전을 보기 위해 요구되는 긴 시간은 약하게 자극된 역회전 탐지기가 인식에 공헌하기 전에 실제 회전에 반응하는 탐지기의 감각적응이 발생한다는 것을 암시한다.
Kline et al의 결과에 대한 몇몇 작은 의심들은 불연속 프레임 이론의 편을 지지한다. 이러한 의심들은 몇몇 관찰자들에게서 시야의 다른 부분에서의 동시 반전이 우연히 기대되는 것보다 더 빈번하다는 것과 몇몇 관찰자들에게서의 순수한 경쟁 과정에 의해 기대되는 반전의 지속 분포가 차이 있다는 Kline et al의 결과를 포함한다. 2008년에 Kline and Eagleman은 착시운동반전이 일시적 샘플링에 의한 것이 아니라는 더 나은 증거를 제시하며, 공간적으로 겹쳐진 움직임들의 착시 반전이 독립적으로 인식된다는 것을 증명했다. 그들은 또한, 착시 운동 반전이 균일하지 않으며 비주기적인 자극(예를 들면, 회전하는 사포벨트)으로 일어난다는 것을 보여주었다. 또한, 이것은 개별 표본과 양립할 수 없다. Kline and Eagleman은 대신 그 효과는 “현상 진행 중의 움직임”에서 나왔다고 제안했다. 이것은 현상 이후의 움직임이 실제 운동에 포개졌다고 의미한다.

## 위험성
이것이 움직이는 기계에 주는 착각 때문에, 단일파장광은 작업장이나 공장에서는 피해져야 한다고 충고 된다. 예를 들면, 기초적인 형광등 조명을 공급하는 단일파장으로 조명되는 공장은 100이나 120 Hz(나라에 따라서)정도의 선주파수의 두 배의 깜빡거림을 가질 것이다. 그러므로 이 주파수의 배수로 회전하는 어떤 기계는 돌아가지 않는 것처럼 보일 것이다. 가장 흔한 타입의 교류전동기들이 선주파수로 고정되어있는 것을 보면, 이것은 선반이나 다른 회전하는 장비의 오퍼레이터에게 상당한 위험을 제기할 수 있다. 해결책은 완전한 3파장 이상의 조명을 배치하는 것이나 더 안전한 주파수로 빛을 조정할 수 있는 높은 주파수 조절장치를 사용하는 등을 포함한다. 비록 증가한 전력소비라는 비용을 지불하지만, 전통적인 계속 빛나는 필라멘트를 이용하는 백열전구는 또 다른 선택권을 제공한다. 작은 백열전구는 작업환경에서 많은 양의 백열전구를 가동하는 비용을 아끼면서 이 현상을 방지하기 위해 장비를 비추는 작업에 사용될 수 있다.

## 같이 보기
- 롤링 셔터